# París-Roubaix 1975
La París-Roubaix 1975 fou la 73a edició de la París-Roubaix. La cursa es disputà el 13 d'abril de 1975 i fou guanyada pel belga Roger de Vlaeminck, que s'imposà a l'esprint a Eddy Merckx i André Dierickx en l'arribada a Roubaix. Aquesta fou la tercera de les quatre victòries que aconseguí De Vlaeminck en aquesta cursa.

## Classificació final
|    | Ciclista           | Equip                          | Temps      |
| -- | ------------------ | ------------------------------ | ---------- |
| 1  | Roger de Vlaeminck | Brooklyn                       | 6h 52' 04" |
| 2  | Eddy Merckx        | Molteni                        | m. t.      |
| 3  | André Dierickx     | Rokado                         | m. t.      |
| 4  | Marc Demeyer       | Carpenter-Confortluxe-Flandria | m. t.      |
| 5  | Francesco Moser    | Filotex                        | + 2' 41"   |
| 6  | Freddy Maertens    | Carpenter-Confortluxe-Flandria | m. t.      |
| 7  | Roger Swerts       | IJsboerke-Colner               | + 5' 13"   |
| 8  | Walter Godefroot   | Carpenter-Confortluxe-Flandria | + 7' 44"   |
| 9  | Guido van Sweevelt | Maes-Watney                    | + 9' 19"   |
| 10 | Gerben Karstens    | Gitane-Campagnolo              | + 10' 33"  |